# Матеј Старе
Матеј Старе (рођен 20. фебруара 1978. у Крању, Словенија) је словеначки професионални бициклиста. Бициклизмом је почео пофесионално да се бави 2002. године, возећи за тим из Птуја. Прву значајнију победу је имао освајањем „Трофеја Пореча“. Тренутно вози за словенски тим Сава. Један од највећих успеха у професионалној каријери му је победа на традиционалној бициклистичкој трци Кроз Србију 2007. године, када је са колегама из тима Перутнина освојио сва три прва места. Друго и треће место припала су Радославу Рогини, односно Матији Класини.
Исте године освојио је друго место и на трци кроз Хрватску (Utrka kroz Hrvatsku).